# Eremias suphani
Eremias suphani е вид влечуго от семейство Гущерови (Lacertidae).

## Разпространение
Видът е разпространен в Турция.